# Чёрный лев 777
Чёрный лев 777 (чеш. Černý lev 777) — чехословацкая подпольная организация антикоммунистического сопротивления. Возникла весной 1949. Совершила ряд нападений на объекты КПЧ и партийно-государственных функционеров. Летом 1954 ликвидирована органами госбезопасности, лидеры казнены, другие члены получили длительные сроки заключения. После падения коммунистического режима ЧССР сопротивление 1948—1989 годов признано в Чехии законным и достойным уважения.

## Создание
Группу Černý lev 777 — Чёрный лев 777 создали в апреле 1949 20-летний матрос речного плавания Иржи Ржезач, 25-летний крестьянин Ярослав Сиротек (муж двоюродной сестры Ржезача) и 20-летний рабочий Богумил Шима. Тайное учреждение организации состоялось в селе Нехвалице (район Пршибрам Среднечешского края).
Ржезач и Сиротек происходили из крестьянских семей, Шима был сыном владельца национализированной лесопилки. Ржезач был активистом Ассоциации католической молодёжи, Сиротек ранее состоял в Чешской социал-демократической партии, Шима поддерживал Чехословацкую народную партию.
Функции руководителей распределились следующим образом: Ржезач являлся лидером по всем направлениям, Сиротек руководил оперативной частью, Шима курировал пропаганду, привлечение новых членов, установление организационных связей. К основателям группы присоединились служащий крестьянского происхождения Иржи Долиста, мастер взрывных работ Карел Котера, крестьянин Йозеф Новак, торговец охотничьим оружием Ладислав Шимек. Долиста и Новак непосредственно участвовали в атаках под руководством Ржезача и Сиротека. Котера был в группе специалистом по взрывным устройствам. Шимек снабжал оружием и взрывчаткой. Все они были убеждёнными противниками правящего режима Компартии Чехословакии (КПЧ), установленного в феврале 1948. 

Они были воспитаны в сельской католической среде, отличались сильным религиозным чувством, особенно Ржезач и Котера. Насильственная коллективизация ударила по ним, как по большинству жителей этих мест. Чем дальше, тем больше отвергали они политику КПЧ. Радикализация порождалась действиями новой правящей номенклатуры.

Происхождение названия доподлинно неизвестно, однако в годы немецкой оккупации в Богемии и Моравии действовала организация антинацистского Сопротивления под шифром 777.

Они откликнулись на коммунистическую доктрину классовой борьбы и решили активно сопротивляться.

## Атаки и агитация
Активные действия были начаты в мае 1949, когда в деревнях Богемии усилилось недовольство политикой коллективизации. Оружие добывалось различными способами, в том числе шантажом и отъёмом у незаконных владельцев. Несколько стволов со времён войны хранил у себя Сиротек. Шима предоставил в распоряжение организации мотоцикл и взрывчатку. Впоследствии у группировки было изъят арсенал, включавший 4 автомата, 2 винтовки, 19 пистолетов, 4 охотничьих ружья, 7 штыков, 1 саблю, 1 пулемётную ленту.
Ржезач и Сиротек устроили диверсию на ЛЭП в Нехвалице, обстреляли коммунистического функционера Станислава Чихака. 2 июня 1949 года они подорвали штаб-квартиру КПЧ в Седльчани. В обоих случаях человеческих жертв не было, но власти серьёзно обеспокоились общественным резонансом. Седльчанский секретарь комитета КПЧ Франтишек Купечек отмечал, что в «реакционном районе» массы населения симпатизируют таким действиям.
14 мая 1950 была совершена крупнейшая акция: взрыв здания комитета КПЧ в Милевско (район Писек Южночешского края). Взрывчатка была получена через Шиму от Шимека, прочее необходимое оснащение доставили Котера, Новак и Долиста. Непосредственно атаку провели Ржезач, Сиротек, Новак и Долиста. Они применили взрывное устройство и коктейль Молотова. При взрыве погиб охранник из Корпуса национальной безопасности (SNB) Йозеф Скоповый. Здание было полностью разрушено.
Официальные средства массовой информации полностью игнорировали действия организации. Однако акции «Чёрного льва 777», особенно взрыв в Милевско, вызывали серьёзный страх среди местных функционеров КПЧ и брожение в крестьянской массе. Полиция и служба госбезопасности StB усилили розыск подпольщиков. Руководил расследованием начальник следственного отдела StB Ческе-Будеёвице лейтенант Рудольф Клима, считавшийся одним из самых результативных функционеров чехословацкой госбезопасности.
После атаки в Милевско члены группы несколько снизили активность. Будучи вооружёнными подпольщиками, они при этом жили на легальном положении, имели официальные рабочие места. При этом их длительное время не удавалось обнаружить.
Акции возобновились в 1954, но носили уже иной характер: Сиротек и Шима распространили листовки «Это последний Первомай коммунистов!», «Мы знаем каждого коммуниста!», «Судный день грядёт!», «Да здравствуют США!» (они рассчитывали, что Чехословакия будет освобождена от тоталитарного режима в результате американо-советской войны).
Иржи Ржезач пытался установить контакт с чехословацкой политэмиграцией и западными спецслужбами. Для этого он использовал свои плавания в Гамбург во время навигации и целенаправленно посещал местные пивбары — однако без оперативного эффекта. С другой стороны, через Богумила Шиму «Чёрный лев 777» установил связь с другой подпольной группой. Возглавлял её Франтишек Слепичка, который позиционировался как «агент Любош», якобы представлявший западногерманскую разведку. Однако Слепичка отличался чрезвычайно авантюрным характером, и его рассказы о зарубежных связях были крайне преувеличены. В то же время «агент Любош» развил большую активность, совершил несколько нападений на представителей власти и был убит в перестрелке 4 мая 1955.
Члены организации не рассчитывали своими силами свергнуть власть КПЧ. Но они стремились запугать функционеров партийных и карательных органов, побудить их к более осторожному обращению с населением, продемонстрировать наличие активного сопротивления.

## Арест и суд
На ликвидацию «Чёрного льва 777» были брошены значительные силы StB и SNB. В начале 1954 агенты госбезопасности выявили контакты Богумила Шимы c крестьянином Франтишеком Пешичкой. Пешичка неосторожно рассказывал, что ему известно, кто взрывал помещения КПЧ. Он сообщил об этом и своей подруге Здене Ржезачовой (однофамилица Иржи Ржезача) — секретарше местного подразделения SNB. Она передала своему начальству. С помощью внештатных осведомителей было установлено плотное наблюдение и подпольщики вскоре обнаружены. 3—5 июля были арестованы все члены организации: первым — Шима, последним — Ржезач.
Следствие вели офицеры StB Рудольф Клима, Войтех Клима, Ян Пеланек, Вацлав Сукуп, Рудольф Стары, Эмануэл Брейха. 25—26 октября 1954 года состоялся судебный процесс в Милевско. Суд проводился в режиме публичности, в зале присутствовали до 500 человек — функционеры партийного аппарата, StB и SNB, принудительно доставленные местные жители. Процессу придавалось важное политическое значение в контексте коллективизации. Теперь официальные СМИ освещали заседания.
Подсудимые обвинялись в антигосударственной деятельности, шпионаже, терактах, покушениях, а Ржезач и Сиротек — особо в убийстве Скопового. Председатель суда назвал их «особо опасными врагами народной демократии». Он заявил также об их «классовой чуждости» и упомянул в этой связи дворянский род Шварценбергов — его представители в прежние века были землевладельцами в данном регионе. Эта часть выступления отличалась явной несообразностью, поскольку из семи обвиняемых трое были рабочими, двое крестьянами, один служащим, один мелким торговцем — никто из них не имел никакого отношения к феодальной аристократии. Судья жёстко критиковал также католическую церковь и отметил враждебное влияние передач Радио Свободная Европа.

## Приговоры и судьбы
Иржи Ржезач, Ярослав Сиротек и Богумил Шима были приговорены к смертной казни и 10 февраля 1955 повешены. Иржи Долиста и Йожеф Новак получили пожизненное заключение, Ладислав Шимек — 22 года тюрьмы, Карел Котера — 21 год. Был привлечён также Франтишек Пешичка, получил 1,5 года тюрьмы и почти сразу был освобождён по амнистии. Освободившись, Пешичка женился на Ржезачовой.
Апелляции в Верховный суд были отклонены, как и прошение о помиловании на имя президента Чехословакии Антонина Запотоцкого. 10 февраля 1955 Ржезач, Сиротек и Шима были повешены в тюрьме Праги. Иржи Долиста, Карел Котера и Йозеф Новак отбывали заключение на Яхимовских урановых рудниках, Ладислав Шимек — в тюрьме.
Репрессиям подверглись также лица, так или иначе связанные с Černý lev 777 либо уличённые в контактах с членами организации.
Ладислав Шимек, слабый здоровьем (последствия полиомиелита), скончался в заключении в 1962. Карел Котера написал прошение о помиловании, в котором выражал раскаяние в своих действиях и в 1962 был амнистирован. В отношении Иржи Долисты и Йозефа Новака президент Запотоцкий заменил пожизненное заключение 25-летним. Долиста освободился в 1964 по сокращению срока, Новак вышел условно-досрочно в 1968, во время Пражской весны.
До падения коммунистического режима в 1989 из членов Černý lev 777 дожил только Иржи Долиста.

## Реабилитационный процесс
Первая попытка реабилитации была предпринята в 1968 во время Пражской весны. Политические изменения сняли этот вопрос. В 1970 было принято судебное решение, сохранившее приговоры в силе.
В то же время часть деяний рассматривается как уголовные преступления. Приговоры 1955 года отменены, но в ряде случаев были заменены «остаточными наказаниями» — символическими сроками заключения за нарушения положений уголовного законодательства, сохраняемых в нынешней Чехии. 
В мае 1997 суд Ческе-Будеёвице вынес вердикт о применении к членам организации «Чёрный лев 777» положений широкой амнистии, объявленной президентом Вацлавом Гавелом 1 января 1990. Все обвинения были сняты, приговоры окончательно аннулированы. Однако Иржи Долиста отказался от амнистии и в 1998 добился полной реабилитации.

## Современное восприятие
В современной Чехии, согласно действующему законодательству — Закон 119/1990 — политический режим 1948—1989 считается преступным, а сопротивление ему — законным и достойным уважения. Эти положения распространяются на членов Černý lev 777. Организация ставится в один ряд с диссидентским и правозащитным движениями — с учётом иного исторического контекста, отличий 1940—1950-х от 1970—1980-х. Участники вооружённой борьбы с КПЧ приравниваются к ветеранам войны за независимость.
10 февраля 1995 на памятнике погибшим в Первую мировую войну у костёла в Обденице была установлена бронзовая мемориальная доска в память «Чёрного льва 777». На ней высечены имена казнённых — Иржи Ржезача, Ярослава Сиротека, Богумила Шимы.